# فولکس‌واگن پولو آر دبلیوآرسی
فولکس واگن پولو آر دبلیوآرسی یک خودرو رالی جهانی است که توسط فولکس‌واگن موتوراسپرت بر اساس فولکس‌واگن پولو برای استفاده در مسابقات رالی قهرمانی جهان ساخته شده است. این خودرو که در ابتدای فصل ۲۰۱۳ معرفی شد، مطابق با نسل دوم مقررات اتومبیل رالی جهانی که در سال ۲۰۱۱ معرفی شده بود ساخته شد، که بر پایه قوانین کلاس سوپر ۲۰۰۰ بود، اما به جای موتور تنفس طبیعی ۲ لیتری Super20، از موتور ۱٫۶ لیتری توربو شارژ استفاده می‌کرد.